# Syzygium australe
Syzygium australe, comúnmente llamado cereza cepillo ("brush cherry"), es una especie de planta fanerógama perteneciente a la familia de las mirtáceas.

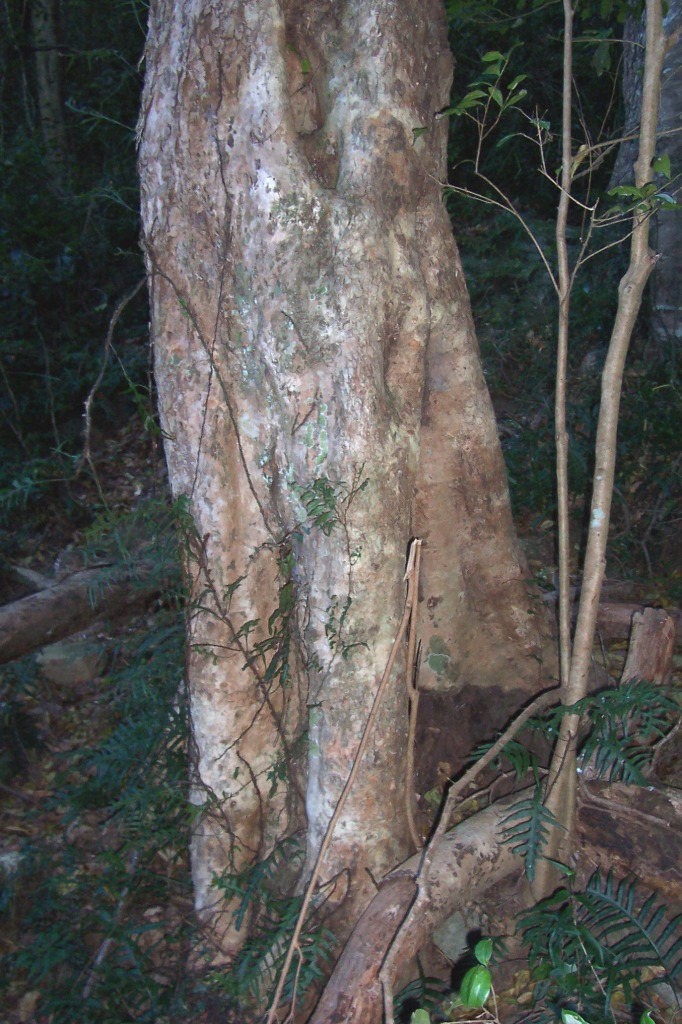
Cerezo cepillo maduro en Nueva Gales del Sur

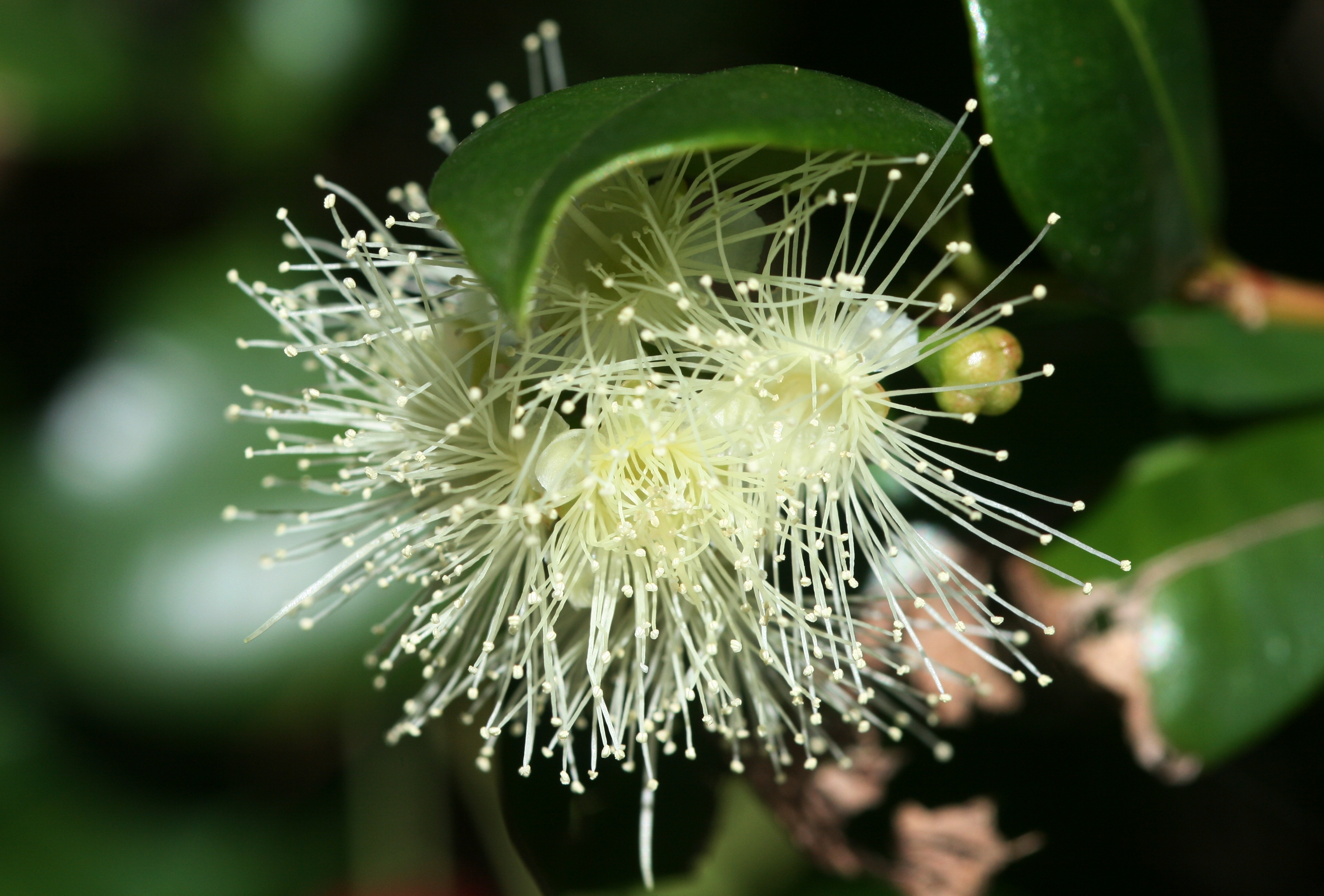
Inflorescencia

## Distribución y hábitat
Es un árbol de los bosques templados húmedos que es nativo del este de Australia. 

## Descripción
Puede alcanzar una altura de 35 m con un diámetro de 6 dm. Las hojas son opuestas, simples, lanceoladas de 4-8 cm de largo. Las flores son blancas y en racimos. Las frutas de color rojo oscuro son comestibles.

## Usos
La cereza cepillo es comúnmente cultivado en el este de Australia, mayormente en sus cultivares más pequeños y arbustivos. Esos son especialmente populares como setos. Las agradables frutas ácidas se comen también frescas o cocinadas. La fruta puede ser usada para elaborar mermeladas y jaleas; y se utilizan en la comida bush food.
Comúnmente confundida con Syzygium paniculatum, lilly pilly magenta.  Las ramitas aladas o acostilladas de S. australe, con los pares de costillas unidas para formar una cavidad cerca del nudo foliar inferior, ápice foliar agudo o abruptamente acuminado, distinguen a esta especie de S. paniculatum.

## Taxonomía
Syzygium fue descrita por  (J.C.Wendl. ex Link) B.Hyland y publicado en Australian Journal of Botany, Supplementary Series 9: 55. 1983.
Etimología
Syzygium: nombre genérico que deriva del griego: syzygos y significa "unido, reunido"
australe: epíteto latíno que significa "austral, del sur"
Sinonimia
- Eugenia australis J.C.Wendl. ex Link
- Eugenia myrtifolia Sims nom. illeg.
- Eugenia simmondsiae F.M.Bailey
- Jambosa australis (J.C.Wendl. ex Link) DC.
- Jambosa myrtifolia Heynh.
- Jambosa thozetiana F.Muell.
- Myrtus australis (J.C.Wendl. ex Link) Spreng[5]